# 파벨 그루디닌

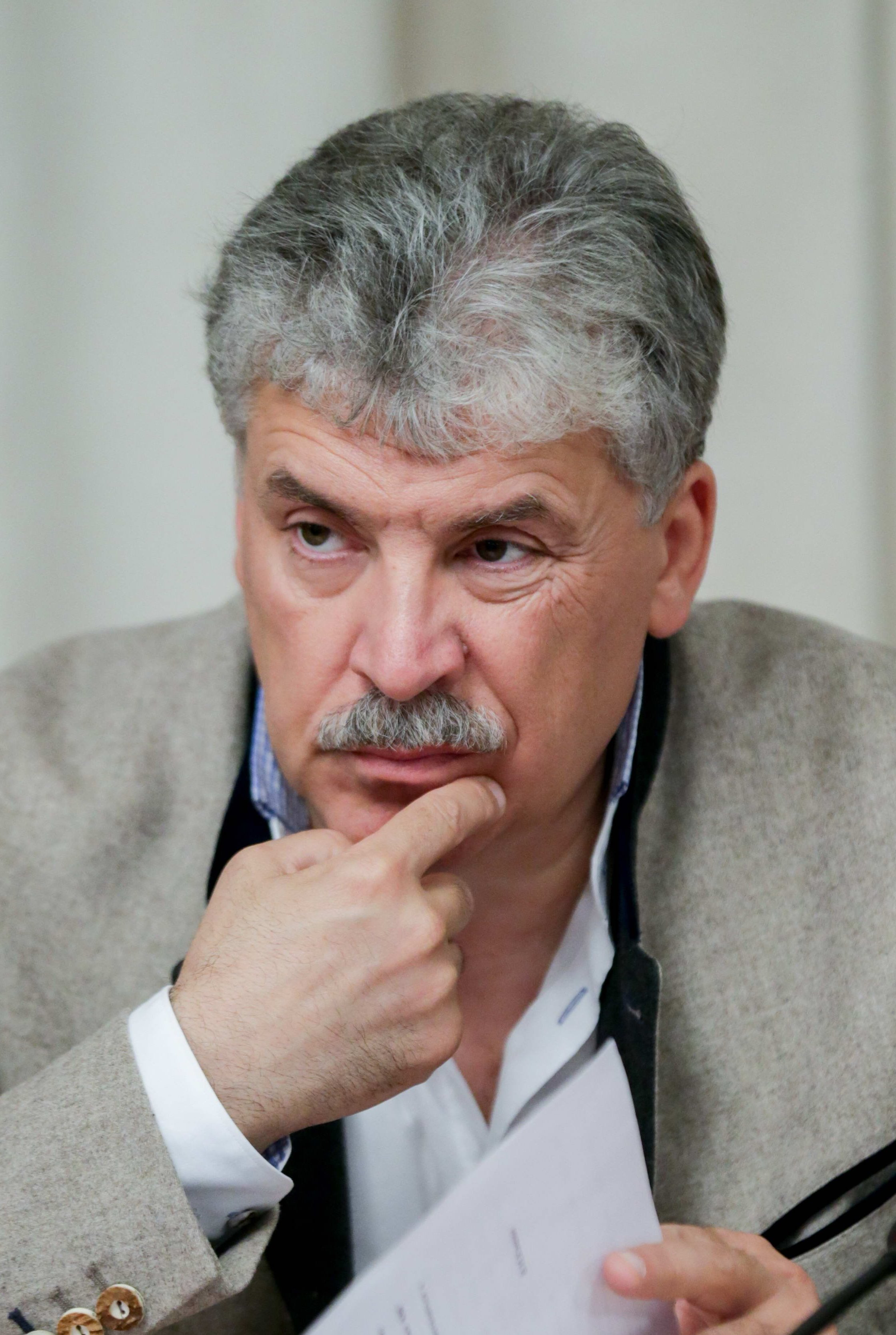
파벨 그루디닌 (2018년)

파벨 니콜라예비치 그루디닌(러시아어: Па́вел Никола́евич Груди́нин, 1960년 10월 20일 ~ )은 러시아 연방의 기업인 출신 정치인이다. 2018년 대선의 공산당 후보로 선출되었다.

## 생애와 경력
파벨 그루디닌은 모스크바에서 태어났다. 1981년 레닌스키 라이온에 보내져 레닌 솝호스에서 일하였다.

## 역대 선거 결과
| 선거명      | 직책명          | 대수 | 정당               | 득표율 | 득표수      | 결과 | 당락 |
| ----------- | --------------- | ---- | ------------------ | ------ | ----------- | ---- | ---- |
| 2018년 선거 | 러시아의 대통령 | 4대  | 러시아 연방 공산당 | 11.77% | 8,659,206표 | 2위  | 낙선 |